# Парламентские выборы в ЮАР (1977)
Парламентские выборы в Южной Африке проходили 30 ноября 1977 года. Национальная партия под руководством Балтазара Форстера одержала убедительную победу, получив 135 из 165 мест. Вновь сформированная Прогрессивная федеральная партия по руководством Колина Эглина стала официальной оппозицией. Новая республиканская партия, возникшая на базе бывшей Объединённой партии, получила лишь 10 мест, причём 9 из них в провинции Наталь.
Национальная партия получила наивысшее количество мест парламента за свою историю. Однако её лидер премьер-министр Форстер ушёл в отставку по состоянию здоровья уже через год после выборов 28 сентября 1978 года.

## Образование Прогрессивной федеральной партии
11 февраля 1975 года либеральный депутат от Объединённой партии Гарри Шварц основал Реформистскую партию, а 25 июля она объединилась с Прогрессивной партией и была образована Прогрессивная реформистская партия. В 1977 году ещё одна группа депутатов от Объединённой партии вышла из неё и сформировала Комитет за единую оппозицию, который вскоре вошёл в Прогрессивную реформистскую партию, образовав Прогрессивную федеральную партию. В результате эти события переоформили оппозицию в парламенте.

## Результаты
Выборы проходили в 125 из 171 округа. Количество зарегистрированных избирателей было 2 203 349.
| Партия | Партия                              | Лидер            | Голоса  | %       | Места | +/- | %       |
| ------ | ----------------------------------- | ---------------- | ------- | ------- | ----- | --- | ------- |
|        | Национальная партия                 | Балтазар Форстер | 689 108 | 64,8 %  | 135   | +15 | 81,2 %  |
|        | Прогрессивная федеральнай партия    | Колин Эглин      | 177 705 | 16,7 %  | 17    | +11 | 10,3 %  |
|        | Новая республиканская партия        | Редклифф Кадмен  | 123 245 | 12,1 %  | 10    | −31 | 6,1 %   |
|        | Восстановленная национальная партия | Йаап Марес       | 34 161  | 3,2 %   | 0     | ±0  | 0,0 %   |
|        | Южноафриканская партия              | Майбург Штрейхер | 17 915  | 1,7 %   | 3     | +3  | 2,2 %   |
|        | Прочие                              |                  | 6 171   | 0,6 %   | 1     | +0  | 0 6 %   |
| Всего  | Всего                               |                  |         | 100.0 % | 166   | -1  | 100.0 % |